# 神鉄 (飲食店)
神鉄（しんてつ）は、かつて有馬興業株式会社（現：株式会社有馬ビューホテル）が運営していた飲食店チェーンである。

## 概要
阪急電鉄グループ（当時）の有馬興業（現：有馬ビューホテル）が展開していた飲食店チェーンである。
いずれの店舗も「神鉄」という名称が付与されていた。店舗名の由来は、有馬興業の株主の1社であった神戸電鉄の略称から取ったもので、兵庫県南部で幅広い事業を展開する神戸電鉄の系列であるという信頼を得ることが目的であった。当時の同社のパンフレットや求人広告でも「阪急電車と神戸電鉄の有馬興業株式会社」としていた。

## 店舗
以下に主な店舗を取り上げる。

### メトロこうべ神鉄
- 開業：1968年（昭和43年）9月1日
- 備考：有馬鍋とヘルス饅頭の店

### ロープ神鉄
- 開業：1970年（昭和45年）
- 備考：六甲有馬ロープウェー有馬温泉駅内

### ありま神鉄
- 開業：1971年（昭和46年）12月10日
- 備考：神戸電鉄有馬温泉駅